# Aguilafuente
Aguilafuente ist ein Ort und eine Gemeinde (municipio) mit 564 Einwohnern (Stand: 2024) in der zentralspanischen Provinz Segovia in der Autonomen Region Kastilien-León. 

## Lage und Klima
Aguilafuente liegt in der kastilischen Meseta in ca. 885 m Höhe ungefähr 29 Kilometer (Fahrtstrecke) nördlich der Provinzhauptstadt Segovia. Das Klima ist gemäßigt bis warm; Regen (ca. 597 mm/Jahr) fällt mit Ausnahme der trockenen Sommermonate übers Jahr verteilt.

## Bevölkerungsentwicklung
| Jahr      | 1970 | 1981 | 1991 | 2001 | 2011 | 2021 |
| Einwohner | 1131 | 933  | 807  | 806  | 700  | 557  |

## Sehenswürdigkeiten

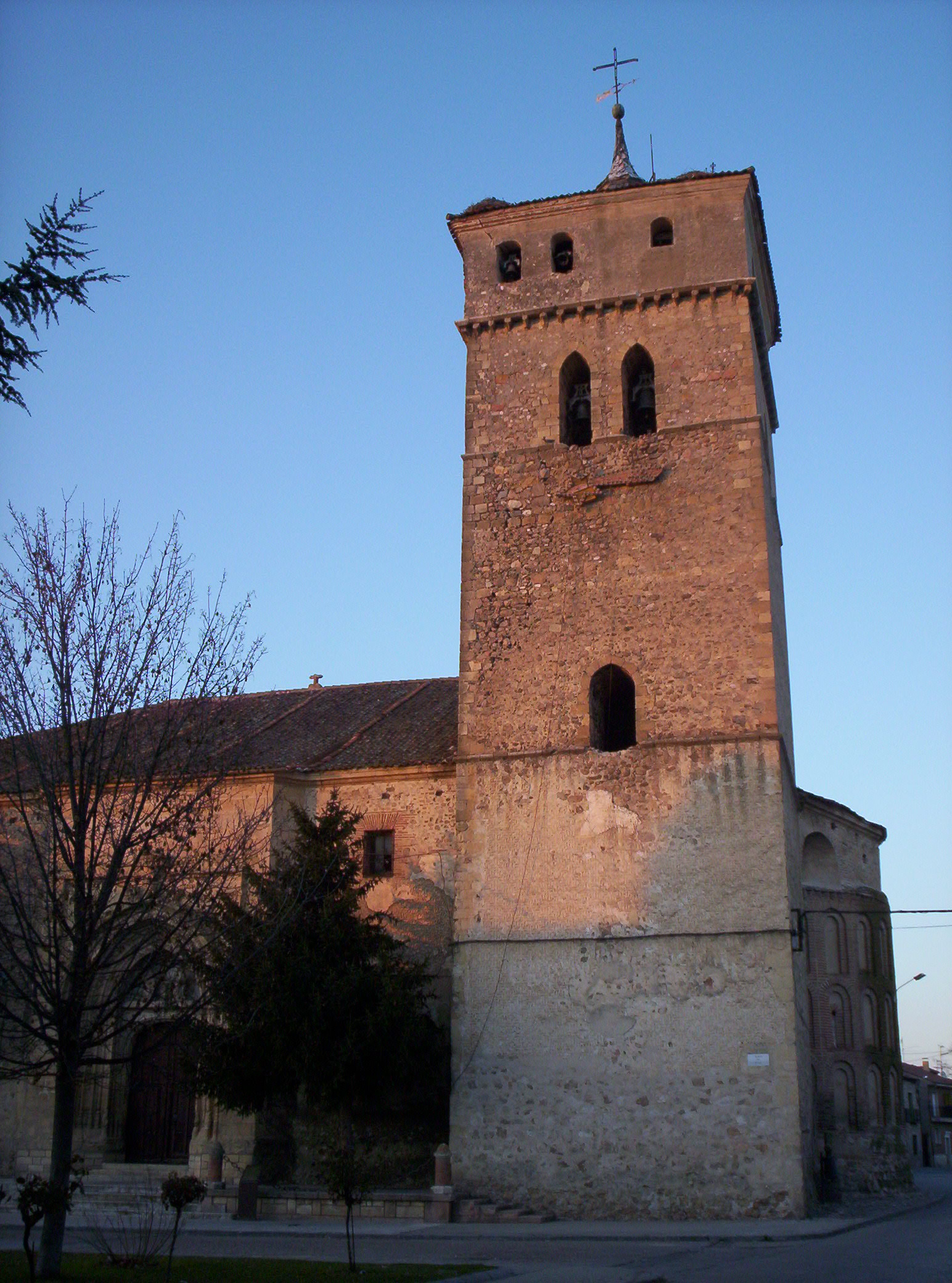
Marienkirche
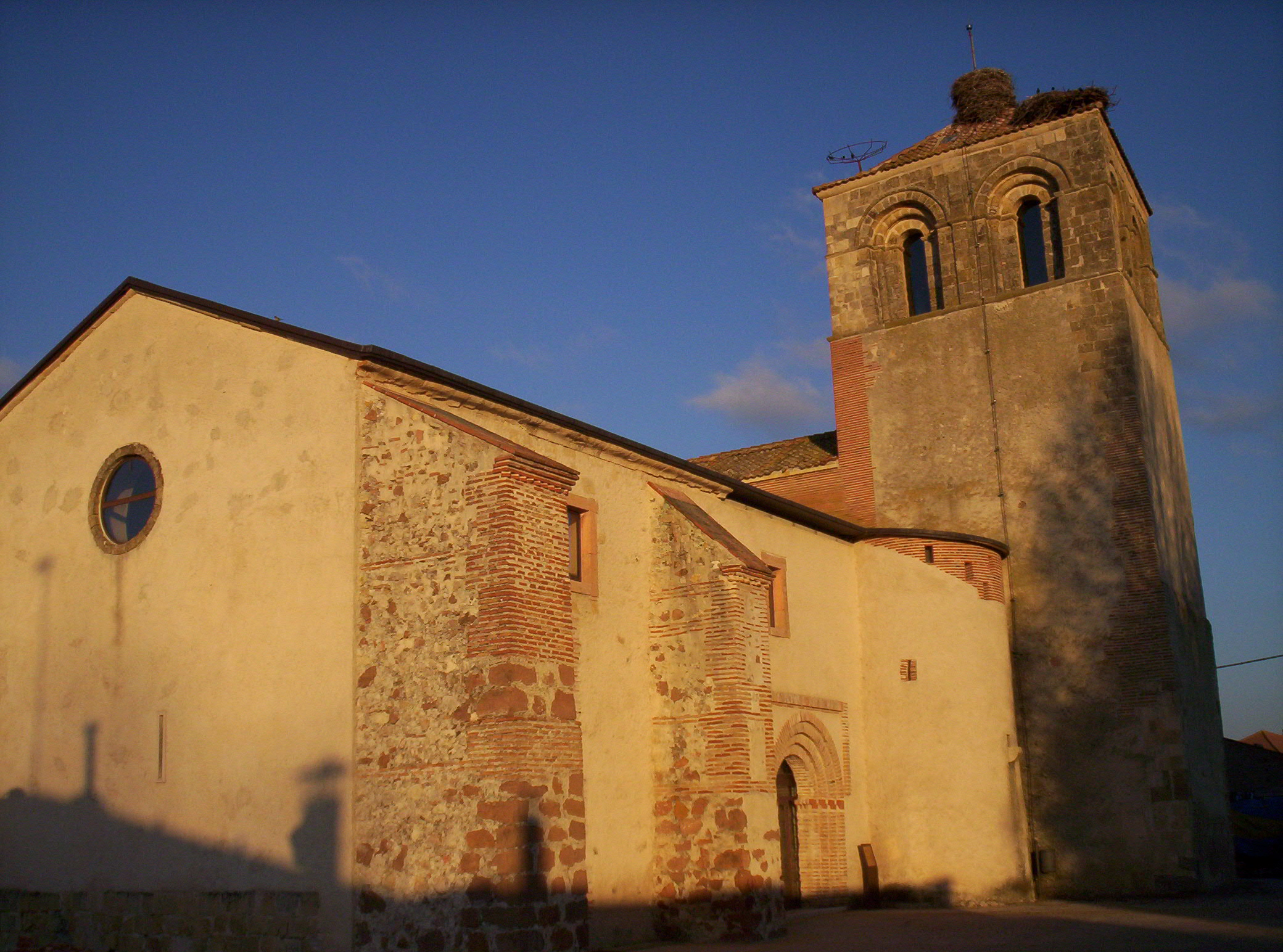
Johanniskirche
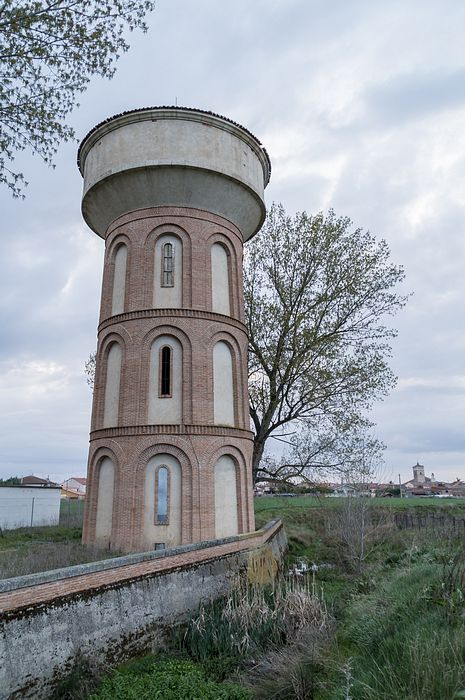
Wasserturm
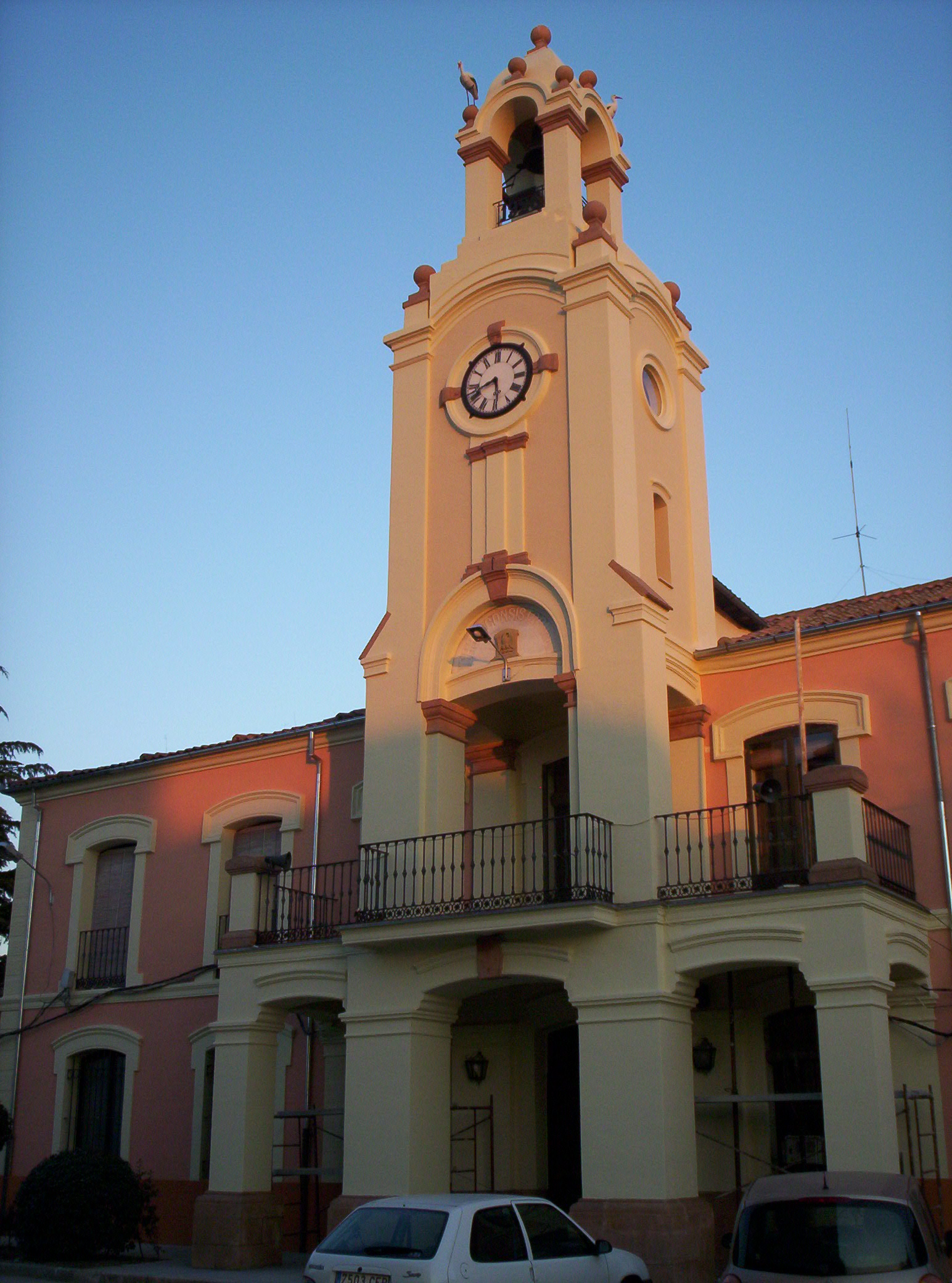
Rathaus
- Museum Florentino Trapero

- Marienkirche
- Johanniskirche
- Wasserturm
- Rathaus

## Persönlichkeiten
- Florentino Trapero (1893–1977), Bildhauer